# Остроленское сельское поселение
Остроле́нское се́льское поселе́ние — муниципальное образование в Нагайбакском районе Челябинской области Российской Федерации.  В рамках административно-территориального устройства муниципальное образование  соответствует административно-территориальной единице Остроленский сельсовет.
Административный центр — посёлок Остроленский.

## История
Статус и границы сельского поселения установлены Законом Челябинской области от 9 июля 2004 года № 245-ЗО «О статусе и границах Нагайбакского муниципального района, городского и сельских поселений в его составе».

## Население
| 2002  | 2010  | 2011  | 2012  | 2013  | 2014  | 2015  |
| ----- | ----- | ----- | ----- | ----- | ----- | ----- |
| 3016  | ↘2708 | ↘2699 | ↘2671 | ↘2623 | ↘2589 | ↘2543 |
| 2016  | 2017  | 2018  | 2019  | 2020  | 2021  |       |
| ↘2498 | ↗2506 | ↘2489 | ↘2457 | ↘2450 | ↘2282 |       |

## Состав сельского поселения
| № | Населённый пункт | Тип населённого пункта          | Население |
| - | ---------------- | ------------------------------- | --------- |
| 1 | Куропаткинский   | посёлок                         | ↘362      |
| 2 | Остроленский     | посёлок, административный центр | ↘2021     |
| 3 | Придорожный      | посёлок                         | ↘325      |

### Упразднённые населённые пункты
Посёлок Ак-Чишма